# Коломна (муниципальный округ)

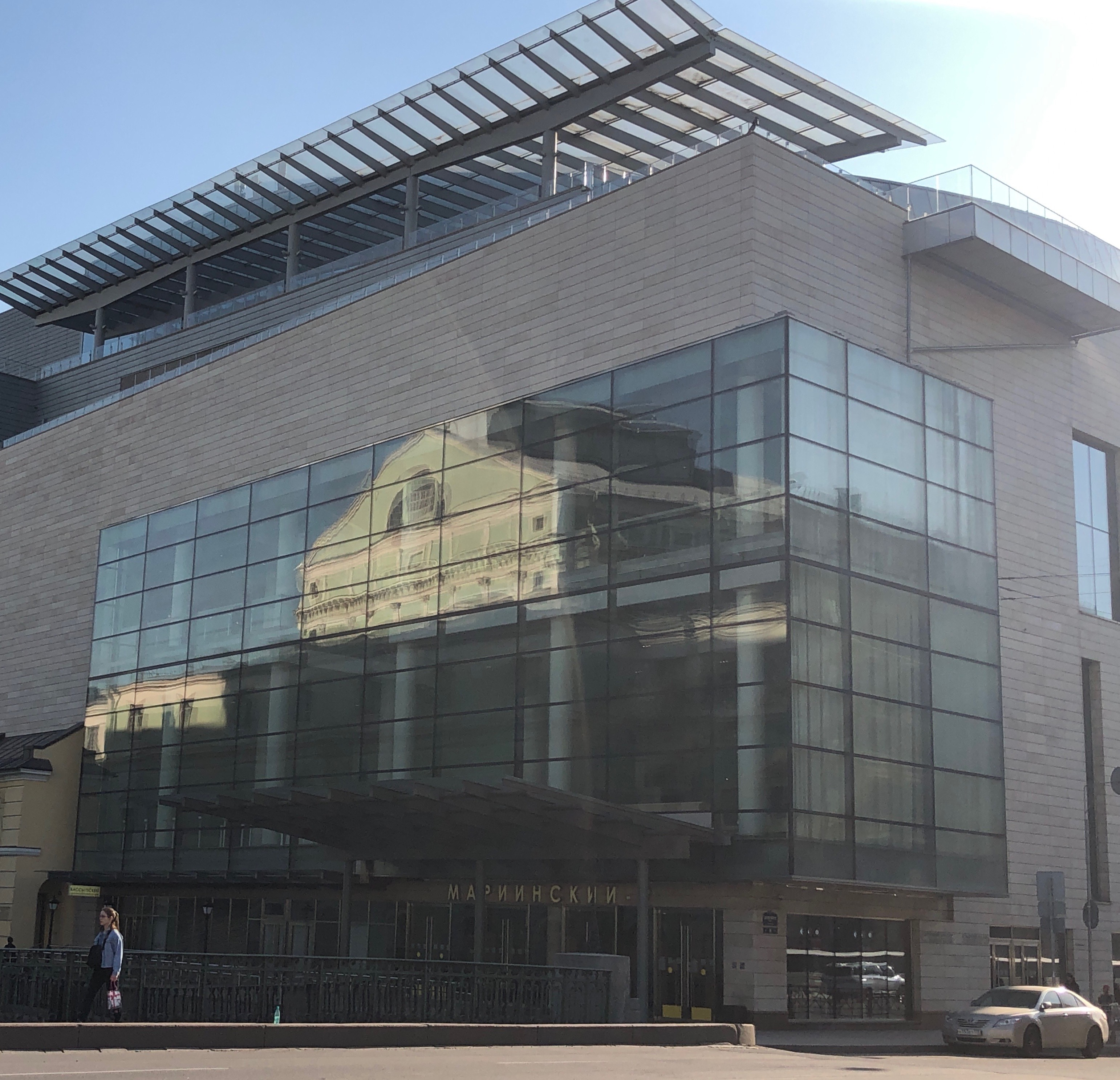
Новое здание Мариинского театра

Коло́мна (ранее МО № 1) — современный муниципальный округ в составе Адмиралтейского района Санкт-Петербурга.
Границы округа:
- по оси Крюкова канала до реки Фонтанки;

- по оси реки Фонтанки до реки Большой Невы;

- по оси реки Большой Невы до Ново-Адмиралтейского канала;

- по оси Ново-Адмиралтейского канала до реки Мойки;

- по оси реки Мойки до Крюкова канала.

## История
Коломна — один из старейших районов Санкт-Петербурга. Его исторические границы немного отличаются от современного муниципального образования, так как жилую часть города воспринимали отдельно от промышленной зоны (верфей). Границы исторической Коломенской части были определены водными границами рек Фонтанки, Мойки, Пряжки и Крюкова канала.
В середине XVIII века эта часть города не имела особого названия и считалась глубокой окраиной; застройка этого времени незначительна и была одноэтажной и деревянной. Заселение местности будущей Коломны началось после пожаров, произошедших в 1736—1737 годах и опустошивших Морскую и Адмиралтейскую слободы. Переселение людей из этих слобод породило одну из версий происхождения названия городской части. Переселенцев называли колонистами, по принятой во время правления Анны Иоанновны, ориентированной на немецкий язык речи. Место поселения называлось, соответственно, «колонией».
По другой версии, название «Коломна», как полагают, произошло от русифицированного названия межевых столбов — «колонна».
Соединение названия с названием древнего русского города Коломна, в ста верстах от Москвы, не должно вводить в заблуждение. Ещё первый историк Петербурга, Андрей Богданов, называл эту местность «Колоною», очевидно, от итальянского слова colonna («линия», «строй»), что соответствует регулярному плану местности с пересекающимися под прямым углом широкими улицами.
В 1796 году на этом месте была образована 4-я Адмиралтейская часть.
В 1865 году часть, по административному делению Санкт-Петербурга, получила наименование Коломенской.
Екатерининский канал делит Коломенскую часть на две: Малая — с Воскресенской церковью на Козьем болоте (ныне площадь Кулибина), Большая — с Покровской церковью. Обе церкви были разрушены. Центром Коломны являлась Покровская площадь (с 1923 года — площадь Тургенева). Доминировала на ней церковь Покрова, построенная в 1812 году архитектором Иваном Егоровичем Старовым. Храм имел вид старинных русских церквей. Перестраивался в 1848 и в 1898—1902 годах. При церкви были расположены две часовни; весь ансамбль был окружён железной кованой решёткой. В конце 1930-х годов площадь перестраивалась по проекту архитекторов Л. А. Ильина и В. А. Витмана. Здание церкви снесли и на её месте разбили сквер. В настоящее время в округе расположены иудейский храм (Большая Хоральная синагога), католический (костёл Св. Станислава), протестантская (эстонская) церковь Св. Иоанна и Исидоровская церковь — православный храм Св. Исидора.
В западной части Коломну огибает река Пряжка, берущая начало из р. Мойки и впадающая двумя рукавами в Неву, образующими два островка, называющиеся Матисов остров и Сальный буян. Остров Матисов назван по имени жившего на нём в конце XVII века мельника Матиаса, получившего от Петра Первого охранный лист на этот остров, в награду за разведку во время Северной войны. Матисовым названы также мост на остров, через реку Пряжку, и упирающийся в набережную реки Пряжки переулок. В первой половине XVIII века на острове располагалась деревня, в которой жили отставные солдаты. На острове в 1832—1836 годах выстроена (архитектор Л. И. Шарлемань) больница для душевнобольных Св. Николая чудотворца (с 1920-х по 1993 год — Психиатрическая больница № 2).
В дельте Фонтанки находится Галерный остров, на котором в начале XVIII века началась постройка Галерной верфи, позднее эта верфь была расширена, и на её месте возведён кораблестроительный завод Чарльза Берда, ныне Адмиралтейские верфи.
За рекой Фонтанкой в XVIII веке начиналось предместье, деревня Калинкина, поэтому мост, выстроенный через Фонтанку в 1786—1788 годах назван Калинкиным. Кроме Старо-Калинкина моста, среди сохранившихся памятников архитектуры Коломны можно назвать дворец Великого князя Алексея Александровича (арх. М. Месмахер, 1882—1885) на наб. р. Мойки, 122 и другие памятники.

## Жители Коломны
Первыми жителями Коломны были работники корабельной верфи, мастеровые, лоцманы. Позднее, жителями Коломенской части стали, кроме различных ремесленников, также мещане, военные, купцы, чиновники. В некоторых случаях в Коломне стали селиться и небогатые дворяне. Население быстро росло: по статистике, в 1840-е годы в Коломне жили около 50 тысяч человек, а к 1910 году число возросло до 85 тысяч. Во второй половине XIX века Коломна превратилась в заселённую часть города, застроенную доходными домами.
Коломна сыграла некоторую роль в русской литературе, в ней жили некоторые известные персонажи, из бедных чиновников:
- Евгений, герой поэмы А. С. Пушкина «Медный всадник»,
- Акакий Акакиевич Башмачкин, из повести Н. В. Гоголя «Шинель»; этот район упомянут им также и в его повести «Портрет».
- Пушкин воспел Коломну в поэме «Домик в Коломне»:

| XXXIV По воскресеньям, летом и зимою, Вдова ходила с нею к Покрову, И становилася перед толпою У крылоса налево. Я живу Теперь не там, но верною мечтою Люблю летать, заснувши наяву, В Коломну, к Покрову — и в воскресенье Там слушать русское богослуженье. |
В 1817—1820 годах на ул. Галерной, совсем рядом с Коломной жил А. С. Пушкин, написавший здесь поэму «Руслан и Людмила», оду «Вольность» и послание «К Чаадаеву». В Коломне жил полководец А. В. Суворов. В XIX веке в Коломне жили также А. С. Грибоедов, В. А. Жуковский, М. Ю. Лермонтов, Н. В. Гоголь, Н. Г. Чернышевский и другие. В конце XIX — начале XX века район облюбовали музыканты, художники, поэты. В Коломне жили поэты А. А. Блок, М. А. Кузмин, О. Э. Мандельштам, художники М. В. Добужинский, К. А. Сомов, Б. М. Кустодиев, Т. Н. Глебова,
В 1882—1895 годах И. Е. Репин написал в Коломне картины «Письмо запорожцев турецкому султану», «Иван Грозный убивает своего сына», «Не ждали», и другие.
Близость Консерватории и Большого, затем Мариинского театра привлекали многих артистов селиться неподалёку, в их числе были балерины М. Ф. Кшесинская, Г. С. Уланова, Т. П. Карсавина, Анна Павлова, Иван Борецкий; композиторы П. И. Чайковский, М. И. Глинка. М. П. Мусоргский, С. С. Прокофьев, органист Исайя Браудо и другие. Во второй половине XX века в Коломне жили и работали художник Тимур Новиков, художники группы «Старый Город», поэт Роальд Мандельштам.
На Офицерской улице (ныне ул. Декабристов) в 2007 году, на месте сгоревшего в 2003 года здания Декорационных мастерских (арх. В. Шрётер, 1900 год) было выстроено здание Концертного зала Мариинского театра (проект арх. Ксавье Фабра); а в 2010—2012 годах в непосредственной близости к историческому зданию театра возведено здание второй сцены Мариинского театра.

## Герб
«В червленом (красном) поле с лазоревой (синей, голубой), окаймленной серебром, завершенной чередой бегущих волн и обремененной сонаправленными двумя серебряными крылатыми морскими конями (с рыбьими хвостами вместо половины туловища и плавниками вместо копыт) оконечностью — серебряная лира, концы деки которой завершены направленными к краям щита грифоньими головами».
Утверждён Решением Муниципального Совета МО Коломна № 146/107 от 31 июля 2019 года.

## Флаг
Флаг муниципального округа Коломна утверждён в 2019 году, он повторяет композицию и символику герба.

## Население
| 2002    | 2010    | 2012    | 2013    | 2014    | 2015    | 2016    | 2017    | 2018    |
| ------- | ------- | ------- | ------- | ------- | ------- | ------- | ------- | ------- |
| 37 642  | ↗39 164 | ↗39 940 | ↗39 991 | ↗42 751 | ↘42 148 | ↘40 204 | ↗40 412 | ↘40 302 |
| 2019    | 2020    | 2021    | 2023    | 2024    | 2025    |         |         |         |
| ↘39 880 | ↘39 306 | ↘34 693 | ↘34 026 | ↘33 530 | ↗33 543 |         |         |         |